# L'Humanité
L'Humanité è un giornale francese, fondato nel 1904 dal dirigente socialista Jean Jaurès. È stato l'organo ufficiale del Partito Comunista Francese (PCF) dal 1920 al 1994, anno in cui si apre ad altre componenti della Sinistra, pur restando vicino alle posizioni del PCF.

## Storia

### Le origini
Il primo numero de L'Humanité apparve lunedì 18 aprile 1904. Per il suo fondatore, Jean Jaurès, questo quotidiano socialista (che aveva come sottotitolo « Giornale socialista quotidiano ») doveva essere funzionale all'unificazione del movimento socialista francese e di conseguenza una leva per la lotta rivoluzionaria contro il capitalismo.
Nel suo primo editoriale, Jaurès fissa due regole di funzionamento del suo nuovo giornale: la ricerca dell'informazione completa ed esatta per dare « a tutte le menti libere il mezzo per comprendere e giudicare autonomamente gli eventi del mondo », e l'indipendenza finanziaria.

### L'Humanitédi Jaurès (1904–1914)

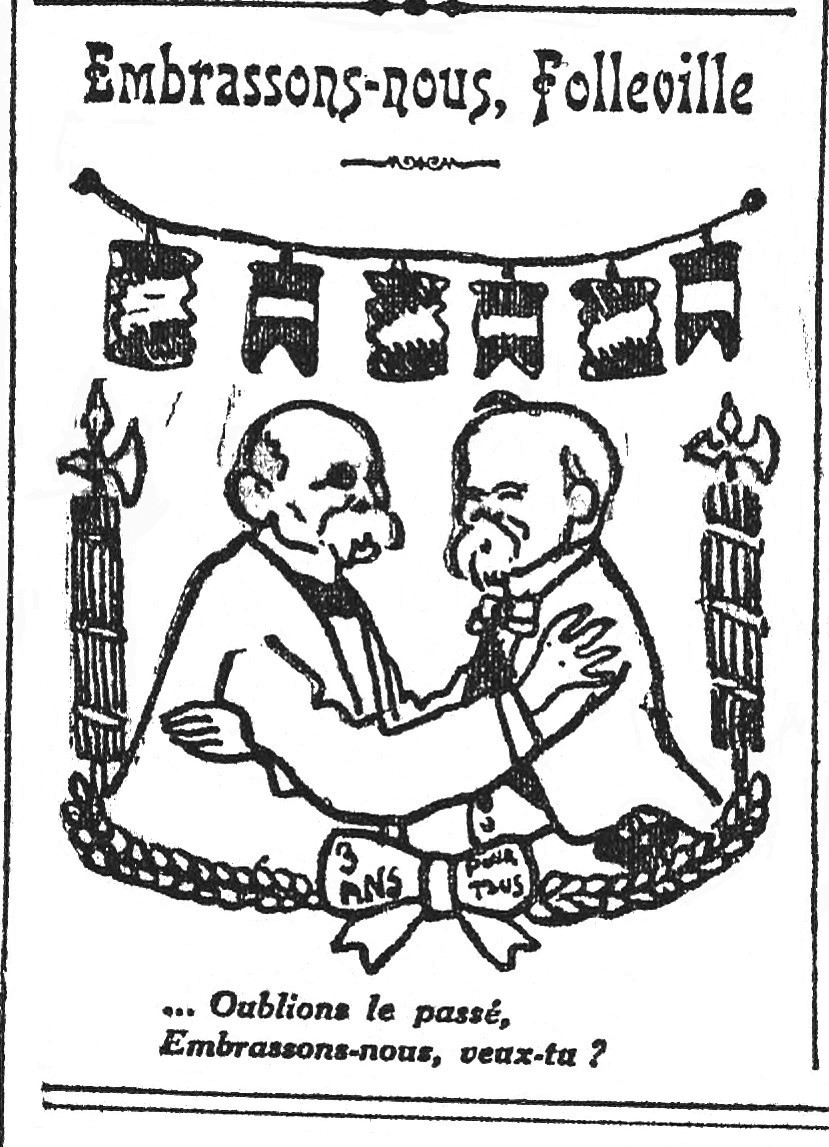
Estratto di una vignetta de L'Humanité pubblicata il 27 maggio 1913, che mostra il senatore radicale Clemenceau ed il Presidente della Repubblica Poincaré riconciliati nel sostegno comune alla legge dei tre anni.

Fin dalla sua nascita nel 1904, L'Humanité non rappresenta che una parte del movimento socialista francese. Nella redazione figurano René Viviani, Aristide Briand, Léon Blum, Jean Longuet, Lucien Herr, Jean Allemane, Octave Mirbeau, Henry de Jouvenel, Abel Hermant et Albert Thomas.

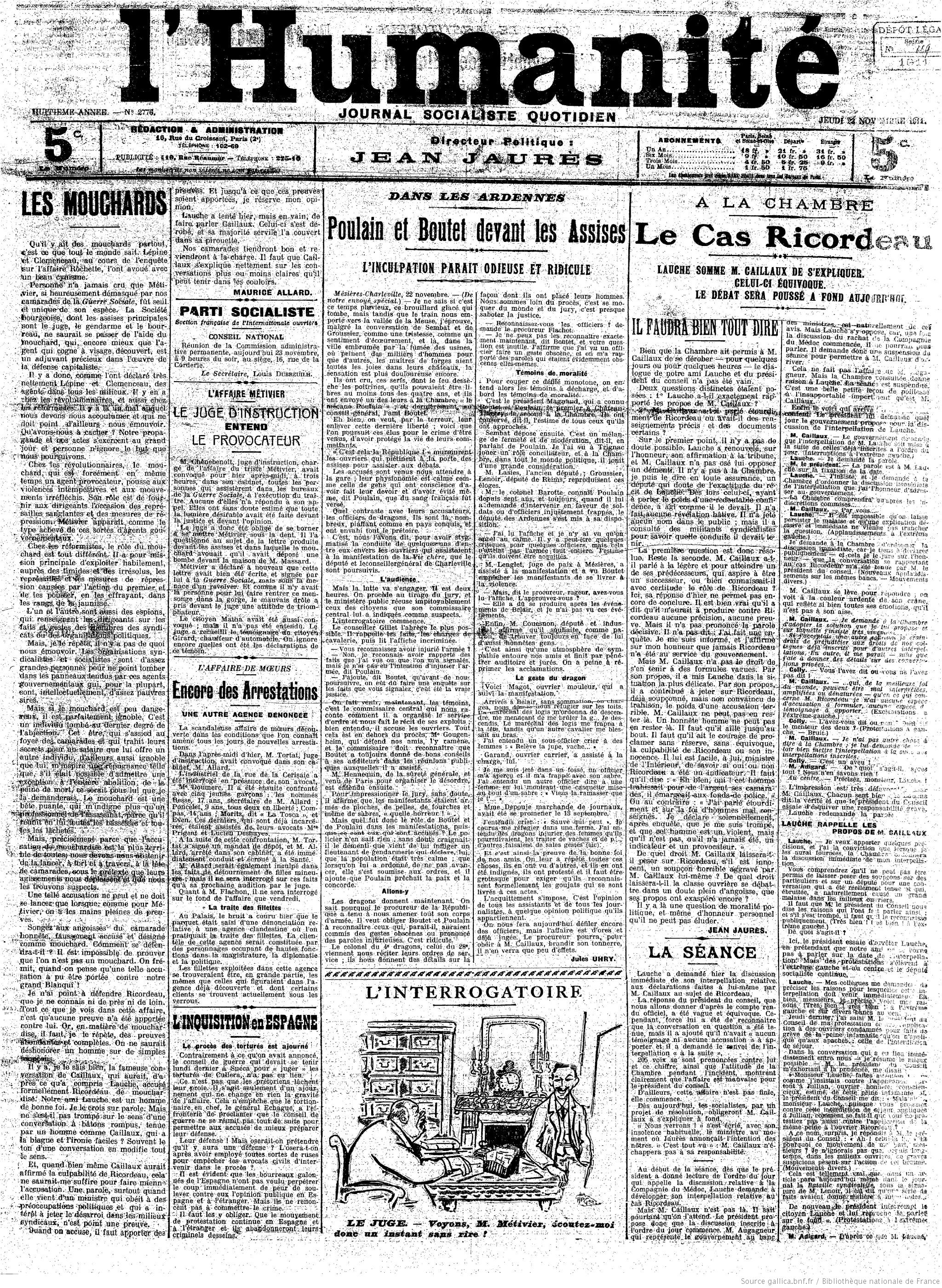
Prima pagina de L'Humanité del dedicata ai « mouchards » utilizzati dalla polizia di Clemenceau in occasione dello sciopero di Draveil-Villeneuve-Saint-Georges del 1908.

L'unificazione dei socialisti francesi nella SFIO nel 1905 apre il giornale all'insieme del movimento socialista francese (specialmente al Guesdismo). Nel 1911, SFIO fa de L'Humanité il suo organo ufficiale nel congresso di San Quintino.
Nel contesto internazionale sempre più teso dell'inizio del XX secolo, il giornale di Jaurès difende strenuamente le proprie posizioni pacifiste e antimilitariste in ossequio all'internazionalismo del movimento operaio. Il giornale è ugualmente molto presente nella lotta per la laicità e si designa difensore della classe operaia.
Il primo decennio di vita del giornale è caratterizzato da difficoltà economiche. Dopo un lancio riuscito con 140000 copie, precipita a 15000 copie nel 1905 per poi rimontare a 80000 copie nel 1912.
Nell'estate 1914 la vita del giornale è stravolta da due eventi:
- l'assassinio del suo direttore Jean Jaurès per mano del nazionalista Raoul Villain al café du Croissant il 31 luglio 1914.
- lo scoppio della prima guerra mondiale.

### L'Humanitée la Prima Guerra Mondiale (1914–1920)
Lo scoppio della guerra, la morte di Jean Jaurès e il riallineamento della maggioranza dei dirigenti socialisti francesi all'Union sacrée trasformano radicalmente il giornale durante l'estate 1914, che a quell'epoca distribuiva circa 100000 copie, contro le 50000 de La Guerre sociale di Gustave Hervé.
Pierre Renaudel succede a Jaurès e sceglie una linea editoriale favorevole alla guerra in nome della difesa della Repubblica. Secondo lo storico Alexandre Courban, il giornale si trova dunque preso in una tripla morsa:
- amministrativa: per la censura.
- partitica: i socialisti in maggioranza favorevoli alla guerra impongono la loro linea.
- economica per il razionamento.

Finalmente nell'ottobre 1918, Pierre Renaudel è sostituito alla guida de L'Humanité da Marcel Cachin, in ossequio alla crescente presa di distanza dei socialisti rispetto all'Union sacrée.

### L'Humanité: organo del Partito Comunista Francese tra le due guerre (1920–1939)
Nel 1920 al Congresso di Tours della SFIO, i due terzi dei delegati votano l'adesione all'Internazionale Comunista, trasformando la SFIO in « Section française de l'Internationale communiste » (più tardi Partito Comunista Francese). Il giornale segue la maggioranza e diviene dunque organo ufficiale del giovane Partito Comunista.
In questo periodo la linea editoriale segue la linea politica del PCF. La stalinizzazione del partito provoca l'allontanamento di penne come Alfred Rosmer, Boris Souvarine, Pierre Monatte, Amédée Dunois, Pierre Kaan. Negli anni Venti, il giornale porta avanti un'intensa campagna contro la Guerra di Rif. Nel 1926 Paul Vaillant-Couturier diviene capo redattore. Sotto la sua direzione negli anni Trenta, il giornale supera le 300000 copie, specialmente all'inizio del Fronte Popolare. L'Humanité insiste allora sull'antifascismo, sulla difesa della Repubblica spagnola e propone il modello dell'URSS di Stalin.
In quanto organo centrale del PCF, L'Humanité è allo stesso tempo un giornale di informazione e un mezzo di mobilitazione dei militanti. Un'altra particolarità è rappresentata dal ruolo che svolgono i lettori nella vita del giornale: essi sono spesso utilizzati come contributori (i rabcors, corrispondenti operai) o come diffusori (in seno al CDH, comitato di difesa de L'Humanité). Per rispondere ai suoi bisogni finanziari, il giornale crea nel 1930 la fête de L'Humanité. Nel 1937, la tiratura tocca il picco delle 350000 copie.
Il 27 agosto 1939 il governo Daladier vieta la pubblicazione de L'Humanité a seguito della sua approvazione del Patto Molotov-Ribbentrop.

### L'Humaniténella Resistenza francese durante la Seconda Guerra mondiale (1939–1945)
Le autorità di Vichy confermano il divieto di pubblicazione e l'occupazione tedesca obbliga il giornale alla clandestinità fino alla liberazione del 1944 (malgrado la domanda rigettata di ripubblicazione fatta nel giugno 1940 presso le autorità di occupazione tedesche), iniziativa sconfessata da numerosi militanti e poi dal Comintern, che lo aveva precedentemente permesso.
L'Humanité rimase clandestina per cinque anni (383 numeri diffusi per un totale di 200000 copie) svolgendo un importante ruolo nella Resistenza. Numerosi giornalisti della sua redazione morirono nella lotta contro l'occupante, come Gabriel Péri (responsabile della rubrica internazionale, fucilato il 15 dicembre 1941 alla Fortezza di Mont-Valérien), Lucien Sampaix e altri. Il giornale riapparve liberamente il 21 agosto 1944 durante l'insurrezione di Parigi.

### L'Humanitédal 1945 al 1994
Dopo il 1945, L'Humanité ricuce con la situazione del primo dopoguerra. Organo centrale del Partito Comunista, la sua linea editoriale segue quella del partito e unisce informazione e campagne di mobilitazione.
Nel contesto della guerra fredda il giornale è filosovietico. Quando l'Armata Rossa invade l'Ungheria e pone fine alla rivoluzione ungherese titola: « Budapest ritrova il sorriso ».
Il 7 novembre 1956, mentre la situazione internazionale è estremamente tesa (rapporto Chruschev al XX congresso del PCUS e avvio della destalinizzazione, intervento sovietico in Ungheria, crisi di Suez e guerra d'Algeria) la sede de L'Humanité (e del Comitato Centrale del PCF) è attaccata da manifestanti anticomunisti che tentano di incendiarla. Di fronte all'inerzia compiacente della polizia schierata in forze, la sede è difesa dal personale del giornale e dai militanti del Partito Comunista. Gli attacchi provocarono tre morti. Nel rendiconto, L'Humanité fa un parallelo tra l'attacco contro i suoi locali e quelli che definisce i crimini dei contro-rivoluzionari ungheresi. Dal canto suo, il sindacato dei giornalisti proclama uno sciopero: nessun giornale uscì l'8 novembre.
Parallelamente, il giornale è il solo quotidiano francese a sostenere le lotte di liberazione nazionale ovunque nel mondo, motivo per cui ne fu vietata la pubblicazione specialmente durante le guerre Indocina e di Algeria. Gli articoli di Madeleine Riffaud dapprima sulla guerra d'Algeria, che le valsero un tentativo di attentato ad opera dell'OAS, e poi sul conflitto in Vietnam al seguito dei Vietcong illustrano bene le sue posizioni.
Nel 1945 la tiratura raggiunge le 400 000 copie e L'Humanité è la punta di diamante della stampa comunista. In seguito le copie vendute scendono a 150.000 nel 1972, e a 107.000 nel 1986 parallelamente al declino di influenza del Partito Comunista ed alla crisi della stampa quotidiana.

### L'Humanitédal 1994 ad oggi
Dopo il XXVIII congresso del Partito comunista francese (1994), la dicitura « organo centrale del PCF » è rimpiazzata da « giornale del PCF ». In occasione di una nuova formula nel 1999, la menzione del legame col partito è eliminata. Il PCF resta secondo gli statuti « l'editore » del giornale ma la sua direzione non presiede più ufficialmente all'elaborazione della sua linea editoriale. I militanti del PCF restano tuttavia molto implicati nella diffusione del giornale (principalmente per mezzo della vendita militante de L'Humanité Dimanche).
Scesa a 46 000 copie nel 2002, L'Humanité ha stabilizzato le vendite a un numero leggermente superiore a 50 000 copie. La sua sopravvivenza è assicurata dal prodotto delle vendite e da appelli a sottoscrizioni regolari. Nel 2000 il giornale ha dovuto anche aprire il suo capitale a gruppi privati, senza che questo comportasse un loro potere decisionale sul giornale.
Per colmare i debiti, stimati a 8 milioni di euro, il quotidiano tenta di vendere per 15 milioni di euro la sua sede a Saint-Denis, concepita dall'architetto Oscar Niemeyer e dove si era installato nel 1989. La redazione trasloca nel maggio 2008 in un palazzo nella stessa città, nei pressi dello Stade de France.
La vendita della sede, prevista per il 16 luglio 2008, non può avvenire a causa della situazione economica catastrofica del giornale. Una sottoscrizione eccezionale è lanciata allora da  L'Humanité e dalla direzione del PCF, con l'obiettivo di raccogliere 2 milioni di euro in tre mesi. In meno di un mese, la metà della somma è raggiunta.